# Sheikh Zayed City
Sheikh Zayed City (arabe : مدينة الشيخ زايد) est une ville de la région du Grand Caire, dans le gouvernorat de Gizeh en Égypte.
La ville porte le nom de Zayed ben Sultan Al Nahyane.